# Flacourtia inermis
Flacourtia inermis är en videväxtart som beskrevs av William Roxburgh. Flacourtia inermis ingår i släktet Flacourtia och familjen videväxter.

## Underarter
Arten delas in i följande underarter:
- F. i. moluccana
- F. i. rindjanica